# Американски големоуст бибан
Американският големоуст бибан (Micropterus salmoides) е вид лъчеперка от семейство Centrarchidae.

## Разпространение
Видът е разпространен в Канада и САЩ.